# Sennevières
Sennevières ist eine französische Gemeinde im Département Indre-et-Loire in der Region Centre-Val de Loire. Sie gehört zum Kanton Loches im Arrondissement Loches. Sie grenzt im Nordwesten an Ferrière-sur-Beaulieu, im Norden an Genillé, im Nordosten an Chemillé-sur-Indrois, im Osten an Loché-sur-Indrois, im Südosten an Saint-Hippolyte, im Südwesten an Saint-Jean-Saint-Germain und im Westen an Perrusson.

## Bevölkerungsentwicklung
| Jahr      | 1962 | 1968 | 1975 | 1982 | 1990 | 1999 | 2006 | 2015 |
| --------- | ---- | ---- | ---- | ---- | ---- | ---- | ---- | ---- |
| Einwohner | 292  | 258  | 207  | 210  | 225  | 210  | 227  | 213  |

## Sehenswürdigkeiten
- Kapelle Saint-Jean-du-Liget, Monument historique, gehört zur Chartreuse du Liget in Chemillé-sur-Indrois
- ebenfalls zur Kartause gehörende Pyramide aus dem 18. Jahrhundert, Monument historique
- Kirche Saint-Leubias

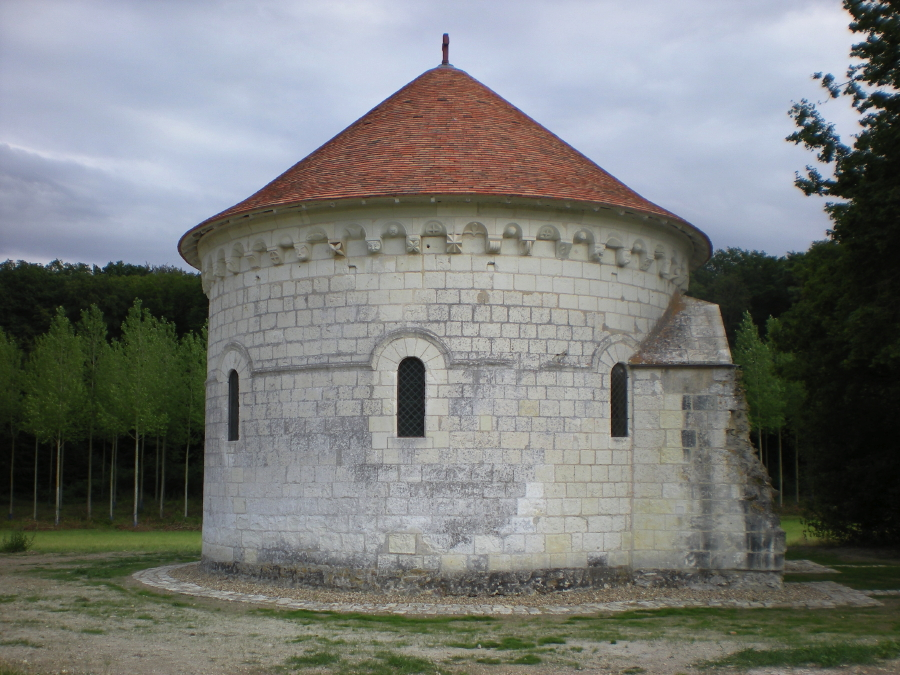
Kapelle Saint-Jean-du-Liget
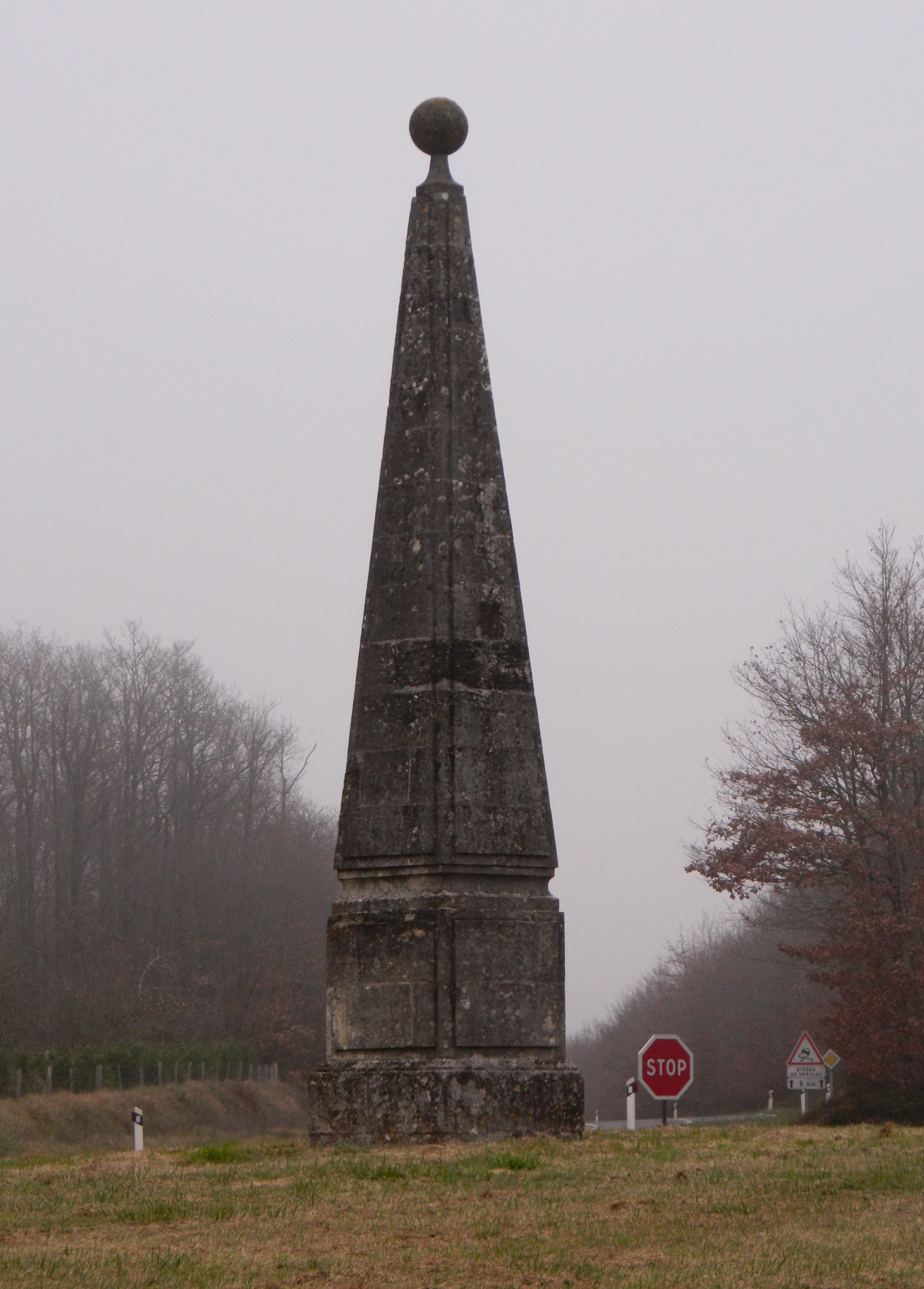
Pyramide
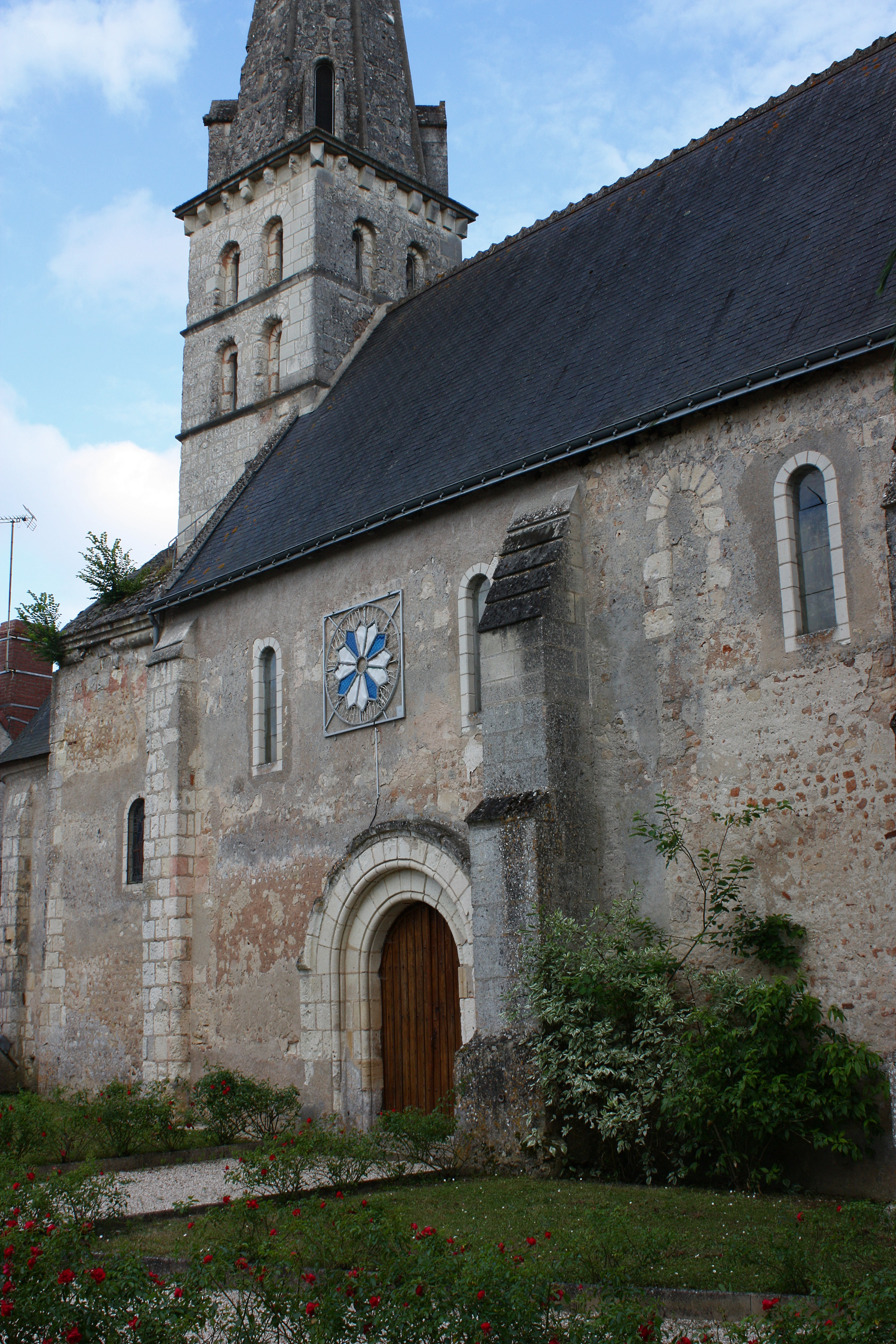
Kirche Saint-Leubais